# Навья-ньяя
Навья-ньяя (санскр. नव्य न्याय, «новая ньяя», «новый метод рассуждения») — бенгальская школа логики, сформировавшаяся в XIII веке в рамках философского направления ньяя и процветавшая в Митхиле и Бенгалии до конца XIX века. Основоположник школы — Гангеша, главным трудом которого считается «Таттвачинтамани» («Исполняющий желания драгоценный камень категорий»). Новизна навья-ньяи заключается в модернизации стиля полемики и новой компоновке материала, связанной с направленностью аргументации против мимансы, веданты и других философских школ, занявших место буддийской логики после почти полного исчезновения в Индии буддизма, против которого была направлена аргументация «старой» ньяи.

## Сравнение с современной логикой
Онтология навья-ньяи представляет собой последовательный реализм, поэтому она не довольствуется чисто лингвистическим анализом, а пытается продвинуться в область отношений между вещами. Это означает, что навья-ньяя почти не рассматривает высказывания, а стремится рассматривать факты. Навья-ньяя различает не имена и описания, а «обнаруживаемые» и «обнаруживающие» объекты. Вместо использования кванторов (что свойственно европейским системам логики), навья-ньяя предпочитает абстракцию свойств и комбинирование отрицаний. Представители навья-ньяи имели понятие о конъюнкции, дизъюнкции и их отрицании, а также знали следствие о классах из закона Де Моргана.